# Hic sunt dracones

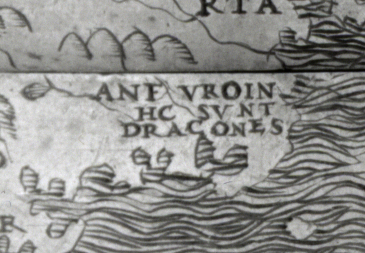
Globo de Lenox

Hic sunt dracones é uma frase em latim que é traduzida como "aqui há dragões". A cartografia medieval a utilizava para designar territórios desconhecidos ou perigosos, imitando uma prática medieval frequente de colocar serpentes marinhas e outras criaturas mitológicas em áreas em branco do mapa.
Na verdade, o único uso conhecido desta frase em mapas medievais é em latim, HIC SVNT DRACONES (isto é: hic sunt dracones) no globo de Lenox onde o termo aparece na costa leste da Ásia. Muitos outros mapas contém uma variedade de referências a criaturas mitológicas e criaturas reais entretanto o globo de Lenox é o único em que aparece esta frase.
Em outro contexto, alguns programadores de software às vezes usam esta frase para indicar partes especialmente difíceis ou seções obscuras do código fonte de um programa, para que outros programadores não se preocupem com estas secções. Na versão 3.5 do navegador Mozilla Firefox, por exemplo, esta frase aparece quando o usuário digita about:config na barra de endereços, abrindo, desta forma, o ambiente de configuração do navegador.
Este termo também é o título de uma pequena história de terror de Stephen King, Aqui há tigres é uma alusão a esta expressão.

## Dragões nos mapas
- Um dragão (associado a causa de terremotos) aparece num mapa japonês Jishin-no-ben do século XIX da biblioteca da Universidade da Colúmbia Britânica.
- A expressão inglesa Here There Be Dragons ("Aqui Existem Dragões") foi utilizada em um papel enviado ao diário científico planetário Icarus por Michael James Gaffey do Instituto Politécnico Rensselaer, a referir-se à região do polo norte, denominada "Terra Incognita", do asteróide Vesta.[1]
- O mapa Psalter (ca. 1250) possui dragões na borda inferior, abaixo do mundo (mas não do texto), equilibrando Jesus e anjos ao topo; no verso do mesmo, há um mapa T-O com uma gravura de Cristo assentado em dragões, com referência ao vitorioso sobre os inimigos (o calcatio motif) onde os dragões simbolizam o diabo ou a morte.
- O mapa Bórgia (ca. 1430), da Biblioteca Apostolica Vaticana, tem um texto sobre uma figura parecida com um dragão na Ásia (quadrante superior esquerdo do mapa) que se lê "Hic etiam homines magna cornua habentes longitudine quatuor pedum, et sunt etiam serpentes tante magnitudinis, ut unum bovem comedant integrum" ("Aqui também existem homens com largos chifres de quatro pés de comprimento, e também existem serpentes de uma magnitude tal que podem comer um boi inteiro")

### Outras criaturas nos mapas
- O Atlas de Ptolomeu (originalmente do século II, utilizado novamente no século XV) alerta sobre elefantes, hipopótamos e canibais.
- A Tabula Peutingeriana (cópia medieval de um mapa romano) contém as seguintes frases: in his locis elephanti nascuntur, in his locis scorpiones nascuntur e in his locis cenocephali nascuntur ("nestes lugares são produzidos elefantes", "nestes lugares são produzidos escorpiões" e "nestes lugares são produzidas hienas).
- Alguns mapas da Coleção de Manuscritos da Biblioteca Britânica possuem frase como "hic abundant leones" ("aqui há leões em abundância"), ao longo de uma figura de um leão, perto da costa leste da Ásia (no topo do mapa em direção a esquerda; este mapa também tem um texto em referência a serpentes no sudeste da África (abaixo e a esquerda do mapa): "Zugis regio ipsa est et Affrica. est enim fertilis. sed ulterior bestiis et serpentibus plena" ("A região de Zugis também é na Africa, apesar de fértil, também é cheia de bestas e serpentes.")
- O mapa de Ebstorf (século XIII) tem um dragão na parte extrema do sudeste da África, junto com uma víbora e um basilisco.
- O mapa de Giovanni Leardo (1442) têm um texto no extremo sudeste que se lê "Dixerto dexabitado p. chaldo e p. serpent".
- A carta de navegação marítima de Waldseemüller (1516) possui "uma criatura assemelhada a elefante nos mares do Norte Noruega, acompanhado por uma legenda que explica que essa 'morsa' com um par de longos dentes quadrangulares esteve no local", ou seja, um leão-marinho, o qual, à época, poderia assemelhar-se a um monstro.
- A carta de navegação marítima de Waldseemüller (1522), revisada por Laurentius Fries, no qual a referida morsa foi movida para o estreito de Davis.
- O mapa escandinavo de Bishop Olaus Magnus (1539) possui gravuras de muitos monstros no Mar do Norte.